# Dobřemilice (Vlksice)
Dobřemilice jsou malá vesnice, část obce Vlksice v okrese Písek v Jihočeském kraji. Nachází se asi 1,5 kilometru severozápadně od Vlksic. Je zde evidováno 14 adres. V roce 2011 zde trvale žilo 31 obyvatel.
Dobřemilice leží v katastrálním území Střítež u Milevska o výměře 5,19 km².

## Historie
První písemná zmínka o vesnici pochází z roku 1385.
Druhé dřívější používané jméno vesnice bylo Dobřemělice. Roku 1396 zde bývalo vladycké sídlo Oldřicha z Dobřemilic. Arnošt Smrčka z Mnichu prodal roku 1548 Dobřemilice panu Bohuslavu Tetourovi z Tetova a ten je připojil k svému vlksickému panství. Roku 1637 prodal vlksický pán Mikuláš starší Bechyně z Lažan ves Adamu Bedřichovi Doudlebskému a tak byla ves připojena pod nadějkovské panství. Po jeho smrti roku 1665 připadly vesnice Střítež, Branišovice, Vlksice, Záluží a Klokočov jeho staršímu synu Janovi Doudlebskému. Poté se kvůli špatnému hospodaření a kvůli dluhům se rodový majetek zmenšil. Další majitelé se pak často střídali. V roce 1930 bylo evidováno 16 domů a 82 obyvatel.

## Obyvatelstvo
| Rok            | 1869 | 1880 | 1890 | 1900 | 1910 | 1921 | 1930 | 1950 | 1961 | 1970 | 1980 | 1991 | 2001 | 2011 | 2021 |
| -------------- | ---- | ---- | ---- | ---- | ---- | ---- | ---- | ---- | ---- | ---- | ---- | ---- | ---- | ---- | ---- |
| Počet obyvatel | 115  | 115  | 112  | 109  | 90   | 95   | 82   | 72   | 60   | 53   | 54   | 48   | 33   | 31   | 34   |
| Počet domů     | 16   | 16   | 16   | 16   | 16   | 16   | 16   | 16   | 16   | 11   | 11   | 12   | 14   | 14   | 15   |

## Obecní správa
Při sčítání lidu v letech 1850–1961 Dobřemilice byly osadou obce Střítež v okrese Písek. V letech 1962–1976 byly částí obce Vlksice v okrese Písek. Od 1. dubna 1976 do 23. listopadu 1990 byly částí obce Přeštěnice v okrese Písek. Od 24. listopadu 1990 jsou opět částí obce Vlksice v okrese Písek.

## Pamětihodnosti
- Kaple ve vesnici na návsi je zasvěcena Nejsvětějšímu Srdci Páně a je z roku 1924.[11] Nad vchodem do kaple je tento nápis: Pochválen buď Pán Ježíš Kristus.
- Na okraji vesnice se nachází kamenný kříž.

## Galerie

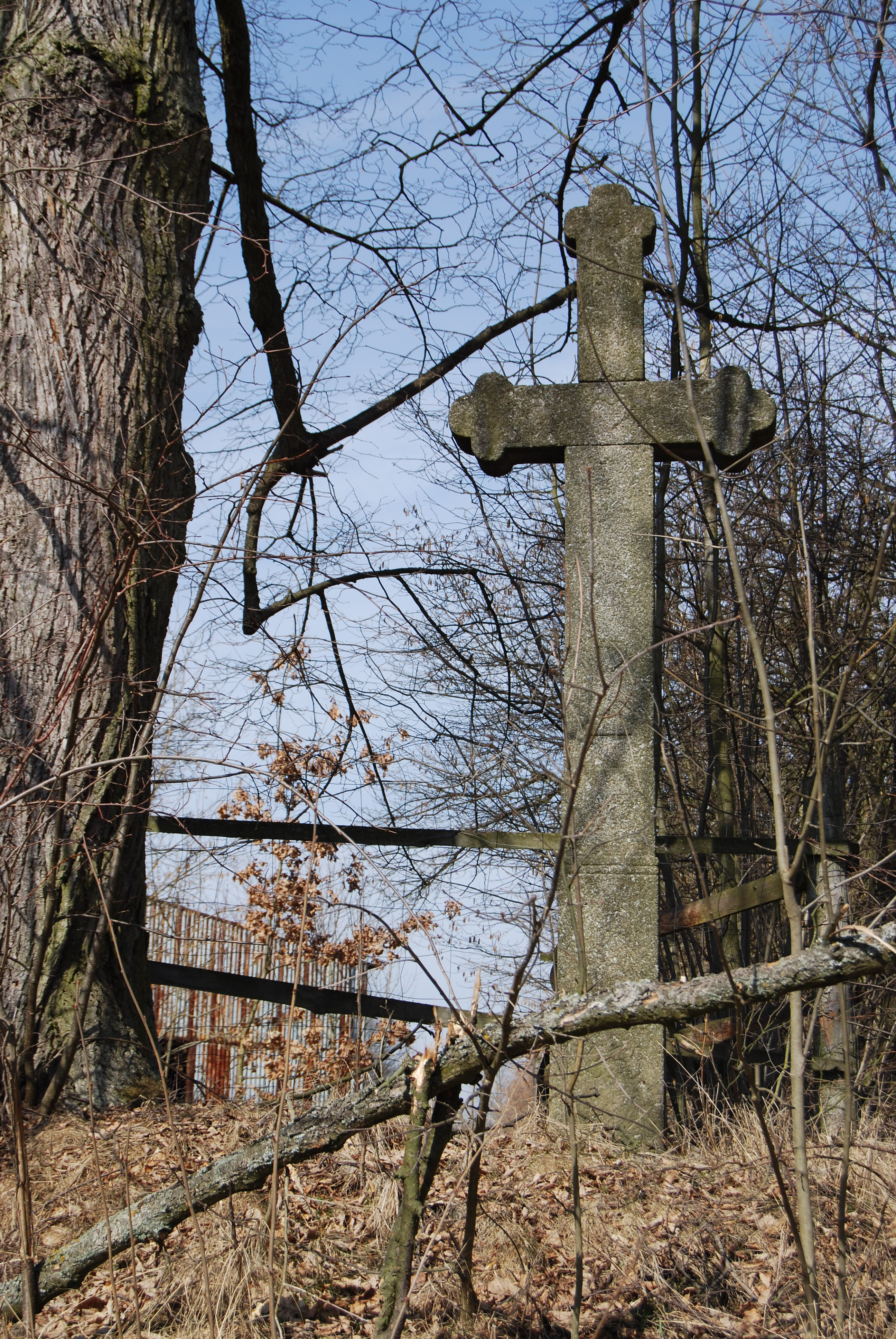
Kříž ve vsi
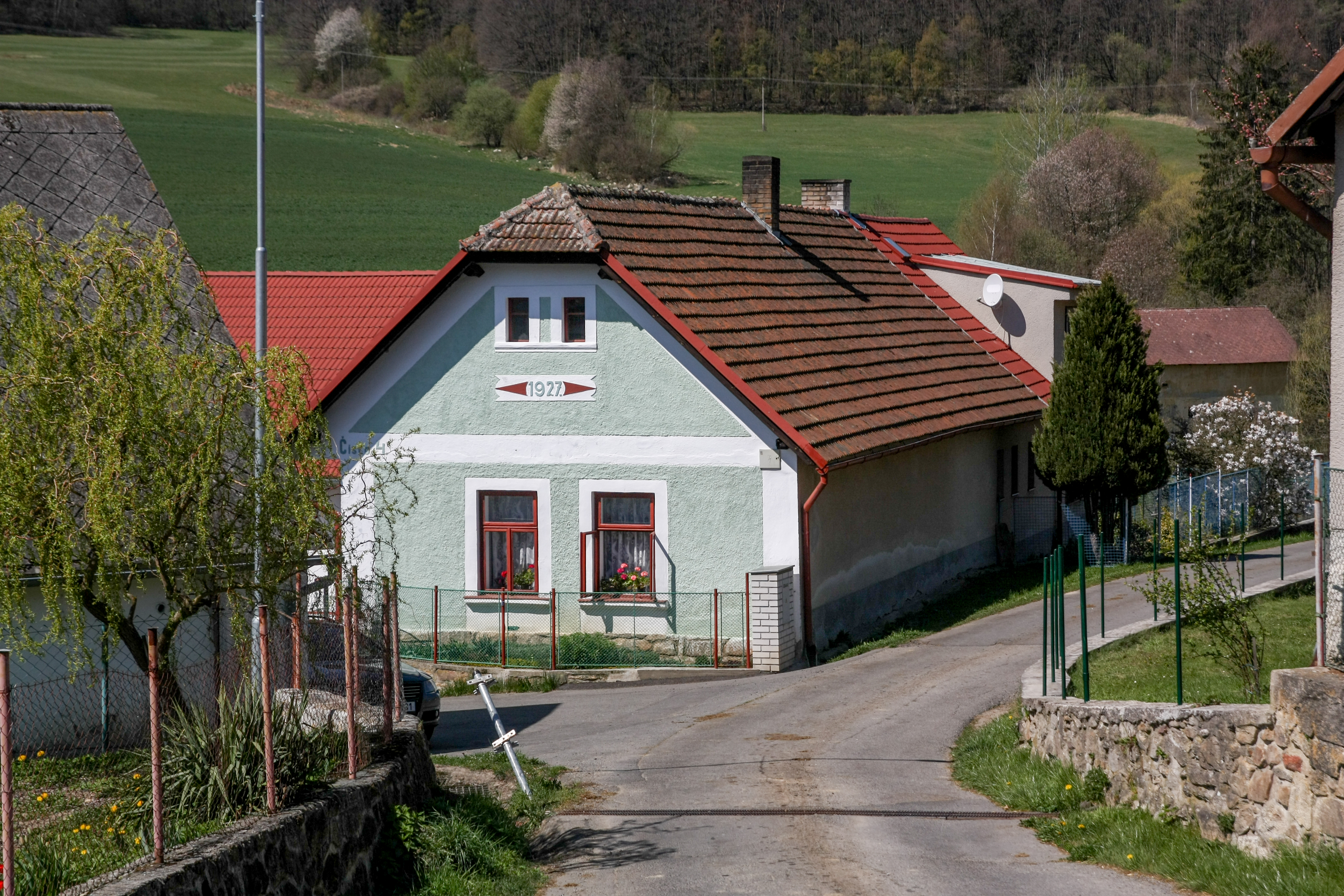
Dům (2019)
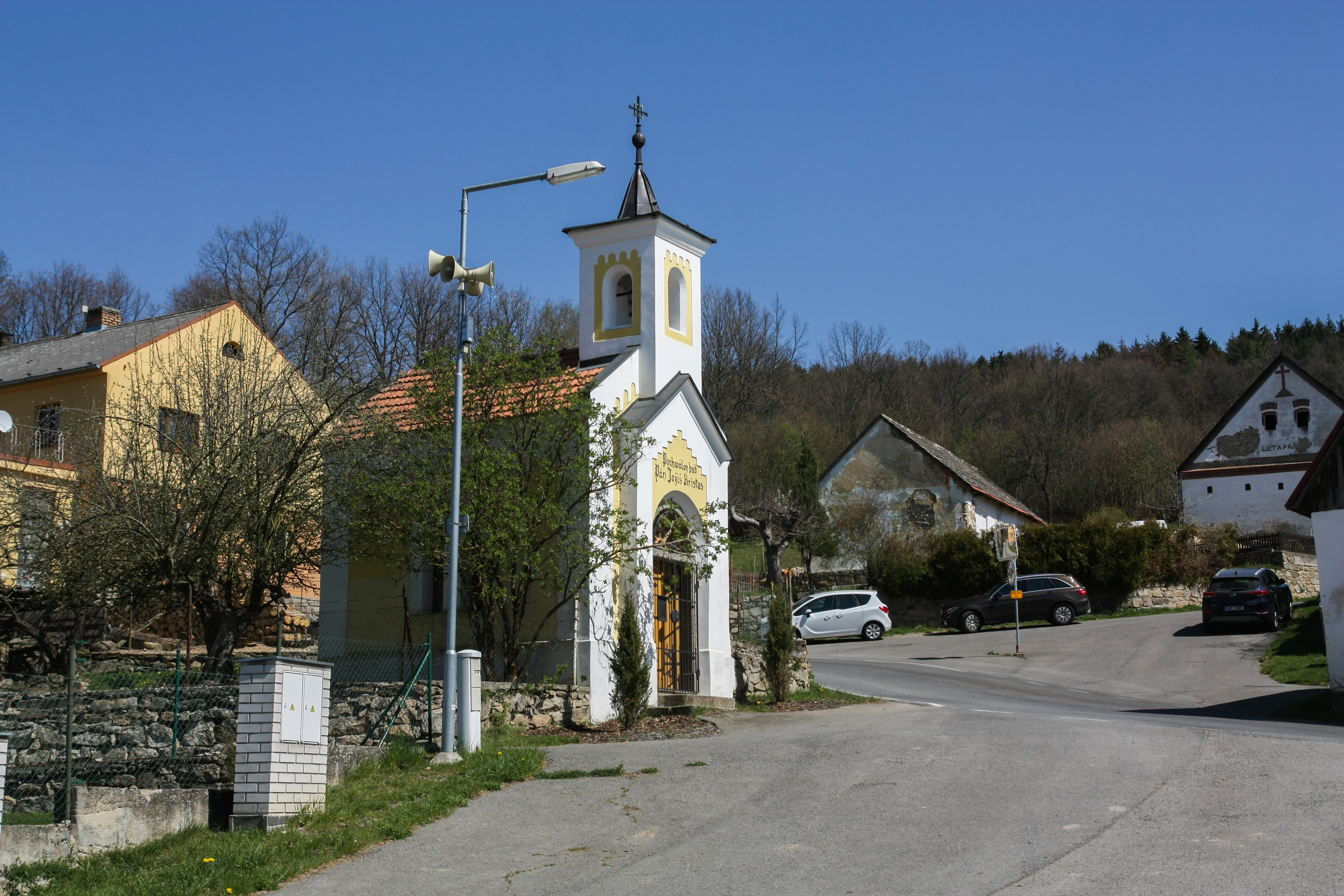
Náves (2019)